# 田中英彦
田中 英彦（たなか ひでひこ、1943年 - ）は、日本の計算機科学者。東京大学名誉教授。情報セキュリティ大学院大学名誉教授。日本学術会議会員、情報処理学会名誉会員、電子情報通信学会フェロー、IEEE Life Fellow。

## 略歴
1965年東京大学工学部電子工学科卒、1970年同大学院工学系電気工学専攻博士課程を修了。工学博士（東京大学、1970年）論文名は 「通信伝送に於ける情報整合の基礎理論」。同年4月、東京大学工学部電気工学科講師、翌1971年助教授、1987年教授、2001年4月に同大学院情報理工学系研究科発足（同研究科の立ち上げに尽力）とともに研究科長、2期3年間この職を務める。2004年3月退官、同年4月に情報セキュリティ大学院大学情報セキュリティ研究科長に就任。2012年4月より同学長、2017年4月より同名誉教授。
専門は、計算機アーキテクチャ、並列処理、分散処理、人工知能、自然言語処理、メディア処理、情報セキュリティ、ディペンダブルコンピューティングと多岐に渡り、産業界・教育界で活躍中の多くの俊秀を輩出している。そのため、学術系にとどまらず、多くの産業界の重鎮とも交流がある。
第五世代コンピュータプロジェクト（ICOT）、リアルワールドコンピューティングプロジェクト（RWCP）など、国家プロジェクトの推進委員長としての役割も大きいだけでなく、文部省重点領域研究「超並列処理」代表者、JST CREST「情報社会を支える新しい高性能情報処理技術」統括、文部科学省先導的ITスペシャリスト育成推進プログラム「研究と実務を融合した人材育成プログラム」の代表、通商産業省 電子計算機基礎技術開発推進委員会 委員長、New Generation Computing 専門英文誌編集長、通商産業省 次世代情報処理基盤技術開発推進委員会 委員長、人工知能学会会長、情報処理学会理事、IEEE東京支部理事、日本学術会議会員、日本学術振興会 グローバルCOEプログラム委員会委員、情報・システム研究機構教育研究評議会評議員、総合科学技術会議情報通信プロジェクトチーム基盤技術主査などの役職も務める。
電子情報通信学会米澤記念学術奨励賞（1970年)、人工知能学会論文賞（1996年）、日本電子工業振興協会 協会設立40周年記念功労者表彰（1998年）、情報処理学会規格調査会 標準化功績賞（2000年）、人工知能学会功績賞（2001年）、東京都科学技術功労者表彰 (2001年)、情報処理学会功績賞（2005年）、経済産業大臣表彰などを受賞。電気通信普及財団ではテレコムシステム技術賞（論文賞）の表彰専門部会審査委員を務める。
2021年、瑞宝中綬章受章。

## 指導した学生（学術系）
- 後藤厚宏 (情報セキュリティ大学院大学学長)
- 喜連川優（国立情報学研究所所長）
- 坂井修一（東京大学大学院情報理工学系研究科 教授）
- 中村宏（東京大学 先端科学技術研究センター 教授）
- 井手一郎（名古屋大学 数理・データ科学教育研究センター 教授）
- 五十嵐健夫（東京大学 大学院情報理工学系研究科 教授）
- 吉瀬謙二（東京工業大学 大学院情報理工学研究科 教授）
- 大久保隆夫（情報セキュリティ大学院大学 情報セキュリティ研究科 教授）
- 辻秀典（情報セキュリティ大学院大学 情報セキュリティ研究科 客員教授、株式会社Premo Founder CEO）
- 入江英嗣（東京大学 大学院情報理工学系研究科 准教授）
- 橋本正樹（情報セキュリティ大学院大学 情報セキュリティ研究科 准教授）